# Distrikt Cashapampa
Der Distrikt Cashapampa liegt in der Provinz Sihuas in der Region Ancash in West-Peru. Der Distrikt wurde am 23. Januar 1964 gegründet. Er besitzt eine Fläche von 69,6 km². Beim Zensus 2017 wurden 2936 Einwohner gezählt. Im Jahr 1993 lag die Einwohnerzahl bei 3524, im Jahr 2007 bei 3061. Die Distriktverwaltung befindet sich in der 3425 m hoch gelegenen Ortschaft Cashapampa mit 148 Einwohnern (Stand 2017). Cashapampa liegt 2,5 km westsüdwestlich der Provinzhauptstadt Sihuas.

## Geographische Lage
Der Distrikt Cashapampa liegt im Westen der Provinz Sihuas. Die nördlichen Ausläufer der Cordillera Blanca verlaufen entlang der westlichen Distriktgrenze.
Der Distrikt Cashapampa grenzt im Westen an den Distrikt Cusca (Provinz Corongo), im Nordwesten an den Distrikt Ragash, im Nordosten an den Distrikt Sihuas sowie im Süden an den Distrikt San Juan.

## Ortschaften
Im Distrikt gibt es neben dem Hauptort folgende kleinere Ortschaften (caseríos):
- Bellavista
- Capacha
- Colpa
- Huanchí
- Huayllampo
- Huayllampo Alto
- Pasacancha
- Pauca
- Shongohuarco
- Tarabamba